# Арзамасский завод коммунального машиностроения
Арзама́сский завод коммунального машиностроения (официальное сокращенное наименование — АО «КОММАШ») — градообразующее предприятие Арзамаса (Нижегородская область).
АО «КОММАШ» производит специальную технику, применяемую в жилищно-коммунальных и дорожных хозяйствах. «КОММАШ» — это ведущий завод в России и странах СНГ по объему производства и количеству моделей (более 300) коммунальных автомобилей. Предприятие основано в 1934 году. 
Другие наименования:
- С 1933 года — авторемонтная мастерская
- С 1934 года — завод
- С 1951 года — «Механический завод»
- С 1953 года — «Арзамасский ремонтный завод»
- С 1961 года — «Арзамасский завод автозапчастей»
- С 1992 года — «Арзамасский завод коммунального машиностроения» — ОАО «КОММАШ»
- С 2016 года по настоящее время — Акционерное общество «Арзамасский завод коммунального машиностроения» — АО «КОММАШ»

## История завода

### Основание

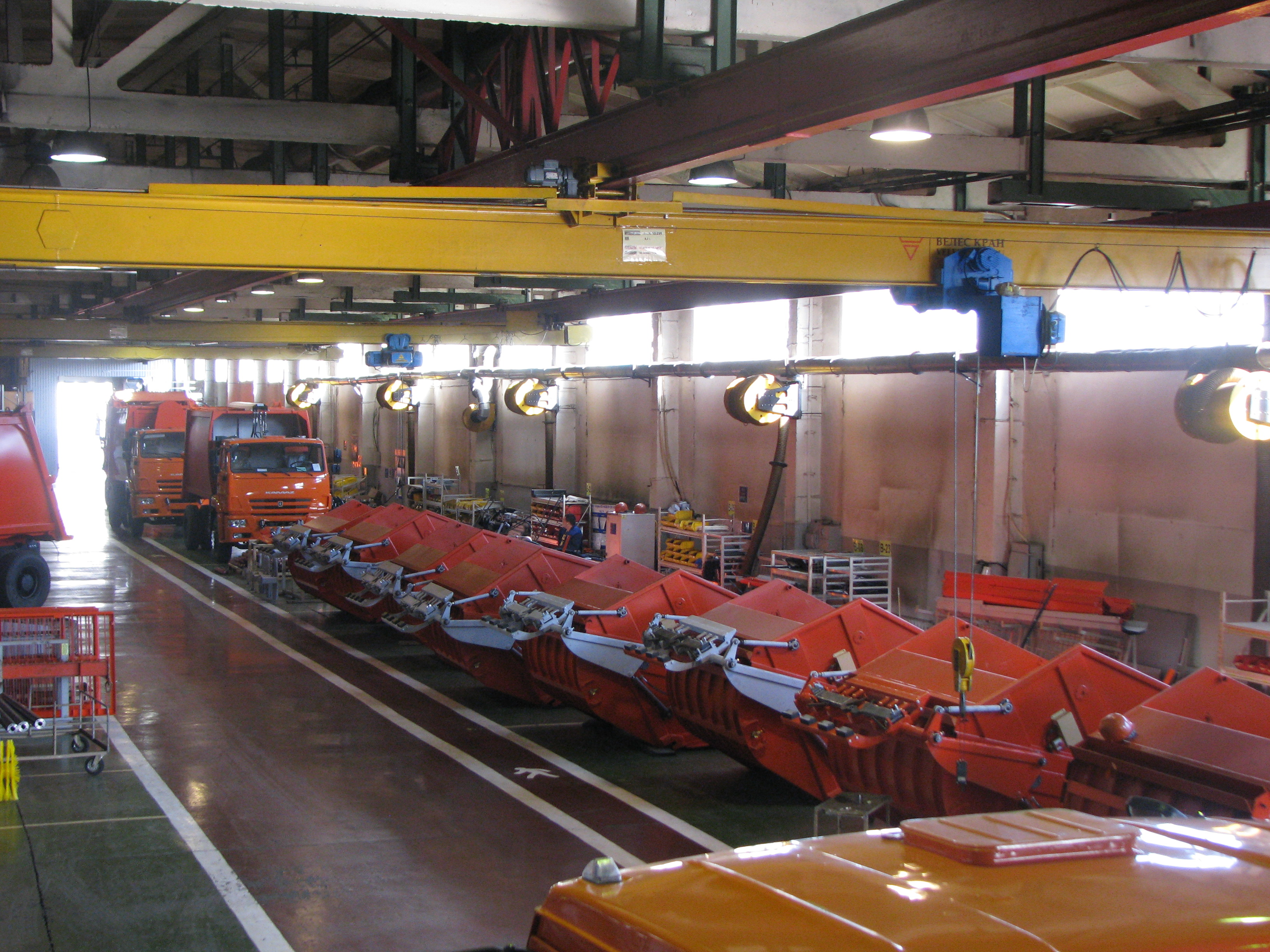
Сборочный цех № 02

В 1933 году Наркомат совхозов СССР принял решение о создании авторемонтной мастерской для обслуживания разросшегося парка автомобилей. Была сформирована группа строителей для возведения здания мастерской на окраине Арзамаса Нижегородской области (ранее Горьковской области). За год мастерскую достроили и ввели в эксплуатацию.
26 октября 1934 года на базе ремонтной мастерской для автомобилей и тракторов был создан завод, в штате которого трудились 67 человек. В 1941 году значительную часть сотрудников предприятия призывают на фронт, а на базе завода разворачивается мастерская для ремонта авиационной техники, которая проработала до конца войны. В 1946 году завод возвращается к своему первоначальному профилю работ.

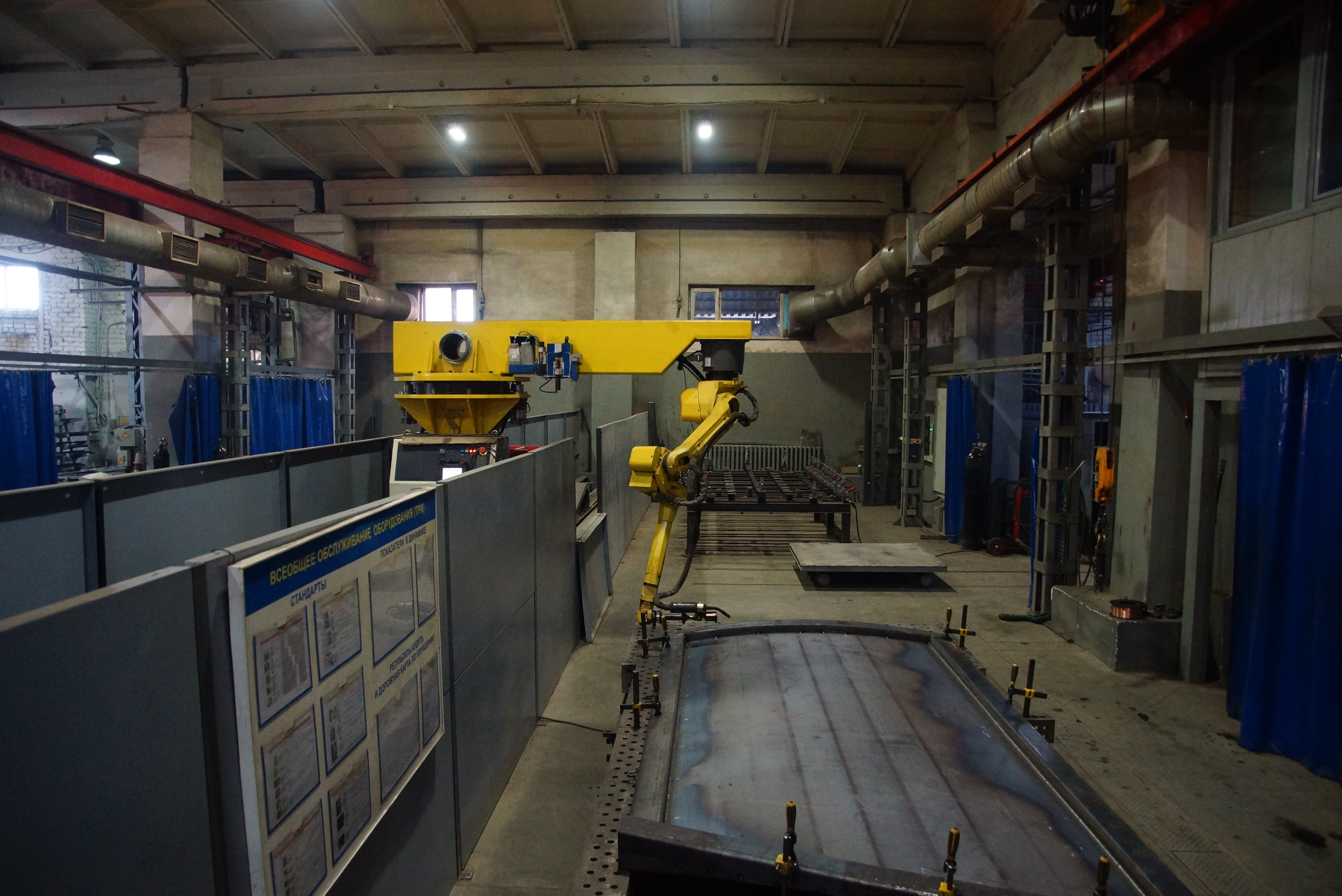
Автоматическая сборка, с применением робота

В его одноэтажном здании размещаются несколько цехов. В 1947 году на заводе трудились 40 специалистов. Развитию завода мешал недостаток электроэнергии. В 1948 году автономная электростанция завода получила новый двигатель мощностью 75 лошадиных сил, а директором завода стал С. И. Денисов. На базе предприятия открывают новые направления: литейное и деревообрабатывающее производство, а в 1949 году сразу пять новых цехов.

### Развитие

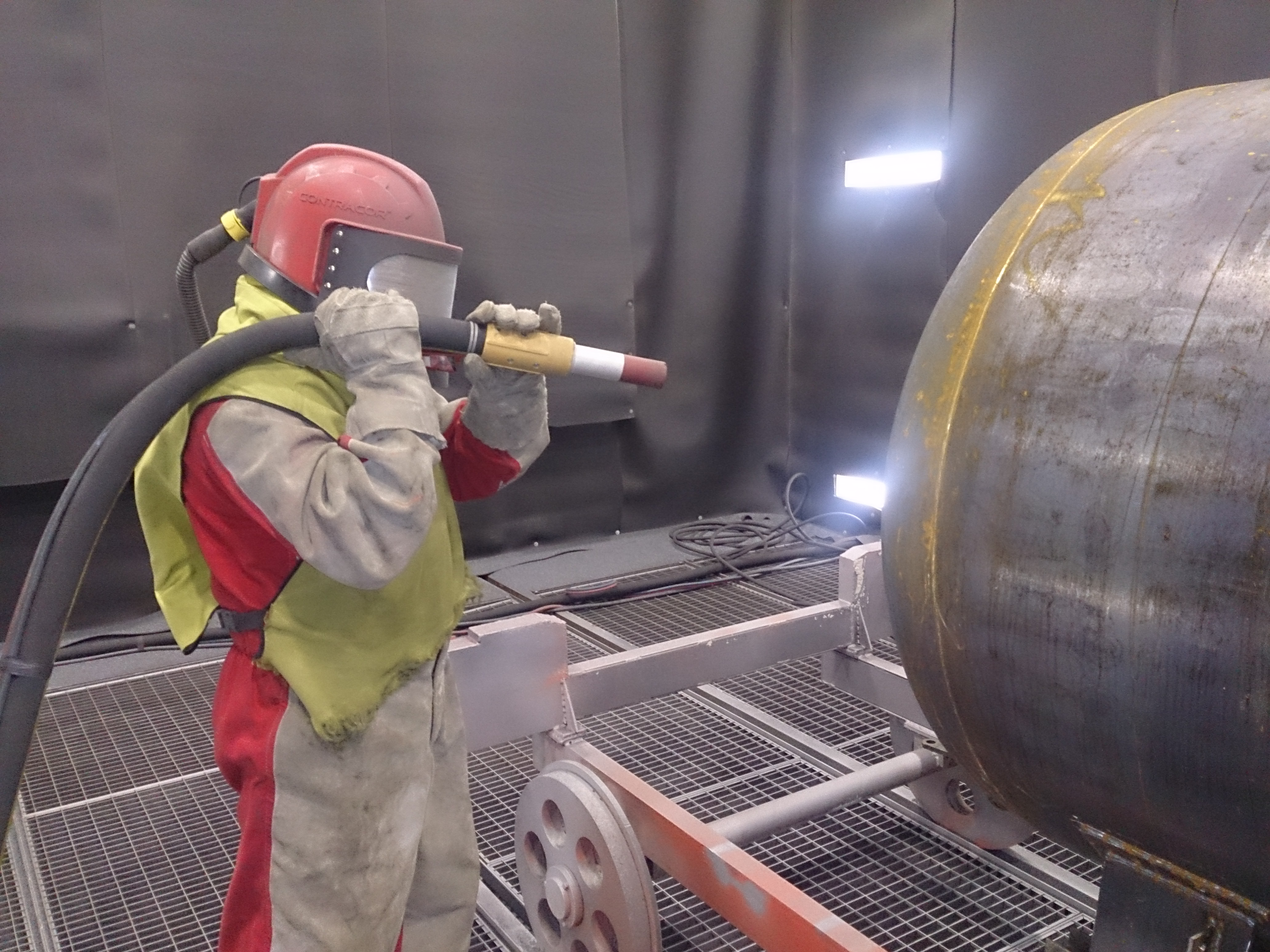
Дробеструйка

15 марта 1951 года принято решение о расширении профиля деятельности завода. Запускается производство полевых тракторов ПВ-14, цистерн, строительных деталей, а также ремонт двигателей. Начинается производство отопительных систем для птичников. В 1951 году на предприятии трудились уже 342 сотрудника.
С июля 1952 года во главе с бывшим главным инженером и новым директором Д. Д. Верхоглядовым завод становится ремонтно-механическим и выходит в число передовых предприятий. С ноября 1953 года завод получает новое название — «Арзамасский ремонтный завод». На протяжении более 30 лет предприятие увеличивает количество новых цехов и выполняет случайные заказы.

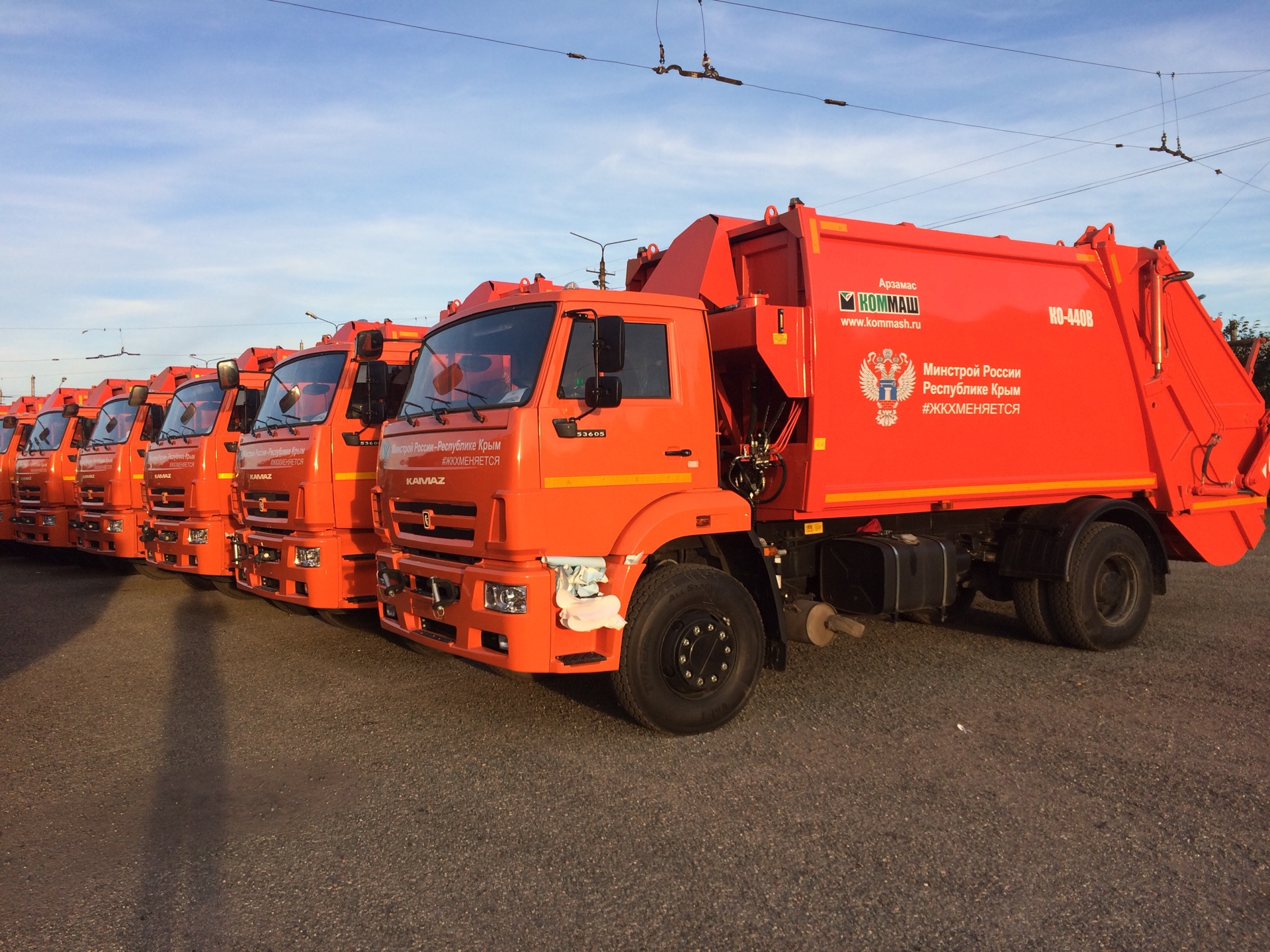
Мусоровозы

По 1961 год завод выпускает продукцию для сельского хозяйства, а с 1961 года начинает производство автозапчастей для Горьковского автомобильного завода. В этом же году запускается производство коммунальных машин. Первыми с конвейера завода сходят бензонасосные автомобили. С 1961 года завод переименован в «Арзамасский завод автозапчастей».
Первым коммунальным автомобилем серийного производства становится АСМ-2 на базе шасси ГАЗ-51. Далее были запущены в серийное производство модели АСМ-3 и МНБ-2. Всего за год завод выпускает 128 коммунальных машин, а 7 из них отправляются на экспорт. Период с 1962—1965 гг. становится ключевым в истории завода. Именно в эти годы закладывается основное направление развития: производство коммунальных машин.

### Достижения
«Арзамасский завод автозапчастей» впервые участвовал в выставке в 1968 году и представлял 2 автомобиля: ИЛ-980 и ОГ-53. Участие в выставке «Интербытмаш-68» заложило основу для дальнейшего сотрудничества завода с иностранными компаниями и создало основу для дальнейшего развития производства.
В период 1966—1978 гг. завод запускает выпуск целого ряда новых моделей коммунальных машин. В 1981 году предприятие представляет на международной выставке «Стройдормаш» автомобили КО-505, КО-504 и ИЛ-980В, благодаря которым получает диплом 1 степени. В 1980 году завод начинает выпускать амортизаторы для машин «Победа» и «Волга», а также разнообразные потребительские товары: теплицы, парники, сушилки, воронки и другие товары. В 1988 году помещения завода получили повреждения, а некоторые из цехов были частично разрушены из-за взрыва на железнодорожном переезде. Сотрудникам завода пришлось срочно восстанавливать производственные здания. К 1992 году руководство обновляет парк технологического оборудования, а также запускает процедуру преобразования.
Завод снова переименовывают в «Арзамасский завод коммунального машиностроения» — ОАО «КОММАШ». А в 1989—2005 годах он получает новое название — ОАО «КОММАШ». Новый период развития страны диктует свои правила: завод выпускает только продукцию, пользующуюся широкой популярностью на рынке, а также принимает и выполняет заказы.
С 1992 года по настоящее время завод «КОММАШ» выпускает коммунальное оборудование для сбора, транспортировки и утилизации отходов всех видов, технику для обслуживания коммунальных сетей, поддержания чистоты улиц и автомобильных магистралей (мусоровозы на шасси КАМАЗ, МАЗ, ГАЗ, комбинированные дорожные автомобили, вакуумные машины, каналопромывочные, илососные и комбинированные коммунальные автомобили).
Шестидесятилетний юбилей завода ознаменован вручением «Золотой Звезды» от Международной организации по бизнесу (Мадрид, Испания). В настоящее время завод выполняет госзаказы и сотрудничает с крупными государственными ведомствами, а также занимается экспортом.